# Peones
Peones (terme espanyol; en singular, peón) era la denominació que reberen les unitats paramilitars en forma de companyies d'infanteria lleugera alçades a la Corona de Castella per lluitar contra les taifes islàmiques de la península Ibèrica. Eren equivalents als Almogàvers de la Corona d'Aragó.